# Emberiza aureola

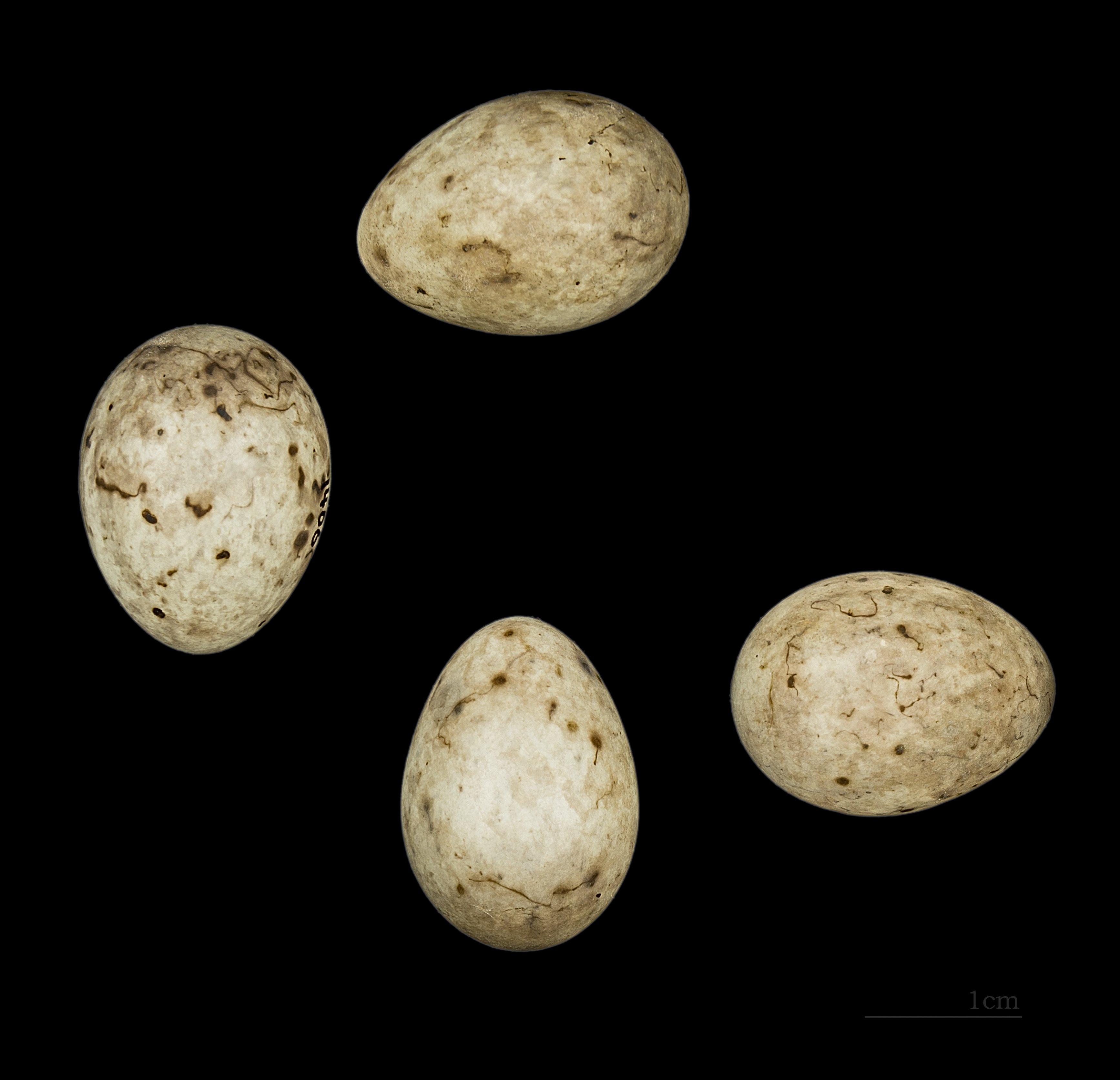
Huevos de Emberiza aureola

El escribano aureolado (Emberiza aureola) es un ave paseriforme de la familia biológica de los escribanos, Emberizidae. Habita la zona de Eurasia.

## Descripción
Esta ave tiene un tamaño similar al escribano palustre, pero con un pico más largo. El macho adulto tiene ancas de color amarillo brillante con franjas blancas, parte superior de color marrón, cara y cuello negros y mandíbula inferior de tono rosado. La hembra tiene la espalda de color gris a rayas, y ancas de tono amarillo más suave. La cara es blanca con una pequeña cresta, ojos y lados oscuros. El pichón es similar, pero el color dominante de las ancas es un amarillo aún más tenue.
Su llama es un zick distintivo y su canto es un claro tru-tru, tri-tri.
Vive en el noreste de Europa y en el norte de Asia. Es un ave migratoria y pasa los inviernos en el sur de Asia, en países como India y el sur de China. Rara pero regularmente migra hacia Europa Occidental.
Esta especie habita en zonas abiertas, por lo general cerca del agua, y es muy común en Siberia. Deposita entre cuatro y seis huevos en un nido colocado sobre el suelo. Su alimento consiste en insectos cuando son pichones, y semillas cuando alcanzan la adultez.
Antiguamente, la IUCN la clasificaba como una especie cercana a estar en peligro. Sin embargo, nuevos estudios han revelado que es menos común de lo que se creía. Como consecuencia, se le colocó el estatus de vulnerable en 2008.